# Gryntagging
Gryntagging (Steccherinum cremeoalbum) är en svampart som beskrevs av Hjortstam 1984. Steccherinum cremeoalbum ingår i släktet Steccherinum och familjen Meruliaceae.   Inga underarter finns listade i Catalogue of Life.
I den svenska databasen Dyntaxa används istället namnet Steccherinum aridum för samma taxon.  Arten är reproducerande i Sverige.